# Gvardejsk
Gvardejsk (in russo Гвардейск? pronuncia russa [ɡvɐrˈdʲejsk] ) è una città della Russia, posta nell'oblast' di Kaliningrad.
Storicamente appartenuta alla Germania, fu nota fino al 1945 con il nome tedesco di , (in lituano Tepliava e in polacco Tapiawa/Tapiewo).